# William Dally
Pour les articles homonymes, voir Dally.
William Dally est un rameur d'aviron américain né le 22 février 1908 à Elmira (Californie) et mort le 30 mai 1996 dans la même ville.

## Biographie
Il dispute les épreuves d'aviron aux Jeux olympiques d'été de 1928 à Amsterdam où il remporte la médaille d'or en huit.

## Palmarès
- Jeux olympiques d'été de 1928 à Amsterdam
  -  Médaille d'or en huit